# TS-1 (航空機)
TS-1は、日本の立川飛行機が試作した軽飛行機・スポーツ機。機体名の「TS」は「立川式スポーツ機」の略。

## 概要
1937年（昭和12年）、同時期に欧米を初めとする世界各地で生じた軽飛行機のブームを受け、これが日本にも波及すると予測した立川は自発的にTS-1を計画。遠藤良吉技師を主務者として設計・試作を進め、同年8月に試作機1機を完成させた。試作機に与えられた機体記号は「J-BAFW」。
機体は「超小型」と形容されるサイズの、片持式の低翼を持つ単発単葉機。骨組は木製で尾翼は羽布張り、胴体と主翼では合板を用いたモノコック構造と羽布張りが併用されている。降着装置は手動の引込脚。性能面では、操縦性・安定性を重視するなど飛行性能は良好で、さらに製造コストの低減も図られていた。
しかし、着陸脚のタイヤ径が短く離着陸が容易な環境が限られること、搭載するスコット社製のエンジンの不調といった問題点の存在に加え、立川の予測に反して需要が少なく顧客からの注文が無かったことから、試作以降の段階に進むことはなかった。その後、エンジンは福田軽飛行機製の光式研究機2型動力滑空機に転用された。

## 諸元
出典：『日本航空機総集 立川・陸軍航空工廠・満飛・日国篇』 62,64頁、『日本航空機大図鑑 1910年ー1945年 中巻』 296頁。
- 全長：5.955 m
- 全幅：7.75 m
- 全高：1.60 m
- 主翼面積：10.0 m2
- 自重：208 kg[2]あるいは218 kg[1]
- 全備重量：309 kg
- エンジン：スコット フライング・スクイラル 空冷倒立直列型2衝程式2気筒（離昇28 hp） × 1
- 最大速度：170 km/h
- 巡航速度：122 km/h
- 実用上昇限度：3,300 m
- 航続距離：488 km
- 翼面荷重：30.9 kg/m2
- 乗員：1名